# The Holy Bible
The Holy Bible är ett musikalbum utgivet av det walesiska rockbandet Manic Street Preachers i augusti 1994. Det var deras sista album innan bandmedlemmen Richey James Edwardss försvinnande året därpå.
Från albumet släpptes singlarna "Faster/P.C.P.", "Revol" och "She Is Suffering". Det nådde som bäst en sjätteplats på den brittiska albumlistan.

## Låtlista
1. "Yes" - 4:59
2. "Ifwhiteamericatoldthetruthforonedayit'sworldwouldfallapart" - 3:39
3. "Of Walking Abortion" - 4:01
4. "She Is Suffering" - 4:43
5. "Archives of Pain" - 5:29
6. "Revol" - 3:04
7. "4st 7lb" - 5:05
8. "Mausoleum" - 4:12
9. "Faster" - 3:55
10. "This Is Yesterday" - 3:58
11. "Die in the Summertime" - 3:05
12. "The Intense Humming of Evil" - 6:12
13. "P.C.P." - 3:55